# Mafube
Mafube (officieel Mafube Local Municipality) is een gemeente in het Zuid-Afrikaanse district Fezile Dabi.
Mafube ligt in de provincie Vrijstaat en telt 57.876 inwoners. Het gemeentebestuur is gevestigd in Frankfort.

## Hoofdplaatsen
Het nationaal instituut voor de statistiek, Stats SA, deelt sinds de census 2011 deze gemeente in in 9 zogenaamde hoofdplaatsen (main place):
Cornelia • Frankfort • Mafahlaneng • Mafube NU • Namahadi • Ntswanatsatsi • Qalabotjha • Tweeling • Villiers.